# 諾加萊斯 (智利)
32°44′6″S 71°12′9″W / 32.73500°S 71.20250°W

諾加萊斯（西班牙語：Nogales），是智利的城市，位於該國中部瓦爾帕萊索大區的基約塔省，面積405.2平方公里，海拔高度215米，2012年人口21,856人，人口密度每平方公里54人。